# Pedicularis cristatella
Pedicularis cristatella là loài thực vật có hoa thuộc họ Cỏ chổi. Loài này được Pennell & H.L. Li mô tả khoa học đầu tiên năm 1948.